# Imbros
 For alternative betydninger, se Imbros (flertydig). (Se også artikler, som begynder med Imbros)
Imbros, (Gökçeada) (ældre tyrkisk navn: İmroz; græsk: Ίμβρος – Imvros), er tyrkiets største ø. Øen er beliggende ved indgangen til Saros bugten i den nordlige del af det Ægæiske Hav. 
40°09′45″N 25°49′44″Ø / 40.1626°N 25.8289°Ø